# Пороподобни
Пороподобните (Musteloidea) са надсемейство от подразред Кучеподобни.

## Класификация
- надсемейство Пороподобни (Musteloidea) Fischer, 1817
  - семейство Червени панди (Ailuridae) Gray, 1843
  - семейство Скунксови (Mephitidae) Bonaparte, 1845
  - семейство Порови (Mustelidae) G. Fischer, 1817
  - семейство Енотови (Procyonidae) Gray, 1825